# Costa Favolosa
Le Costa Favolosa est un paquebot de croisière appartenant à la compagnie Costa Croisières. Il fut le deuxième plus gros navire de croisière, avec son jumeau le Costa Fascinosa, battant pavillon italien. Ils ont été surclassés à la mise en service du Costa Diadema en novembre 2014.

## Histoire
Il a été commandé en octobre 2007 au chantier de construction navale Fincantieri à Marghera  (Venise) de la société italienne Fintecna.
Il a été baptisé le samedi 2 juillet 2011 à Trieste en présence de sa marraine, l'actrice italienne Margareth Madè
Il a réalisé sa croisière inaugurale de 3 jours le lundi 4 juillet 2011 au départ de Venise avec les escales suivante: Dubrovnik (Croatie), Koper (Slovenie) , Venise (Italie).
C'est le quinzième navire de cet armateur. C'est une version modifiée de la classe Concordia qui comporte aussi un sister ship, le Costa Fascinosa.
Il y a multitude d'activités à bord (comme un cinéma 4D ou encore un casino et bien d'autres choses encore (voir Aménagement intérieurs et divertissement et Installations destinés aux passagers). Le navire est surnommé « le temple du luxe et des divertissements »[réf. nécessaire] de par ses installations et ses nombreuses œuvres d'art (plus de 6400).
Les Costa Favolosa et Costa Fascinosa n’ont, par rapport à leurs sister-ships (Costa Serena et Costa Pacifica), qu'une piscine couverte. En effet la piscine arrière est en plein air, ce qui laisse aux passagers le plaisir de profiter du soleil lorsque les conditions météorologiques s'y prêtent.
En mars 2020, plusieurs cas de Covid 19 se déclarent sur le Costa Magica et le Costa Favolosa. Refoulés de tous les ports des Caraïbes, les bateaux sont finalement accueillis dans le port de Miami aux États-Unis,.

## Caractéristiques techniques
- Mise en service : 2011
- Longueur : 290,2 m
- Largeur : 35,5 m (flottaison) ; 44 m (pont)
- Tirant d’eau : 8,30 m
- Tirant d'air : 70 m
- Tonnage du bateau : 114 500 tonneaux de jauge brute
- Vitesse : 23,2 nœuds[3]
- Puissance : 102 000 ch soit 75 600 kW
- Nombre de ponts : 17 (13 pour les passagers)
- Capacité d’accueil : 3 800 passagers
- Membres d’équipage : 1 150
- Contre l'effet du roulis, le navire est équipé de stabilisateurs (220 tonnes chacun) sur chaque côté du navire.
- Classé post-panamax, le navire est trop imposant pour emprunter le canal de Panama.
- Le Costa Favolosa est également à l’avant-garde pour le respect de l’environnement qui est, depuis l’origine, l’une des caractéristiques de la compagnie italienne. Le navire est en effet équipé du cold ironing, un système qui permet au paquebot, lorsqu’il est à quai, de se brancher à terre pour alimenter ses générateurs.

## Aménagements intérieurs et divertissements
Le Costa Favolosa dispose de 5 restaurants dont un self service, 13 bars dont un bar café et chocolat, 1 spa (6 000 m2), 1 gymnase et des terrains de sport polyvalents, 4 piscines (parc aquatique pour jeunes), un cinéma « 4D », un théâtre sur 3 étages situé à l'avant du navire, un casino, plusieurs simulateurs (de golf, de voiture…), 1 bibliothèque, 1 discothèque. Au pont 3 se situe l'atrium, il s'étend sur toute la hauteur du navire et 4 ascenseurs en verres (panoramiques) permettent d'atteindre, avec une magnifique vue, les 13 ponts du navire très rapidement. 6.400 œuvres d’art, pièces originales et reproductions, sont exposées sur le navire. 

## Installations destinées aux passagers
L'ensemble des installations destinées aux passagers est composé de :

### Cabines

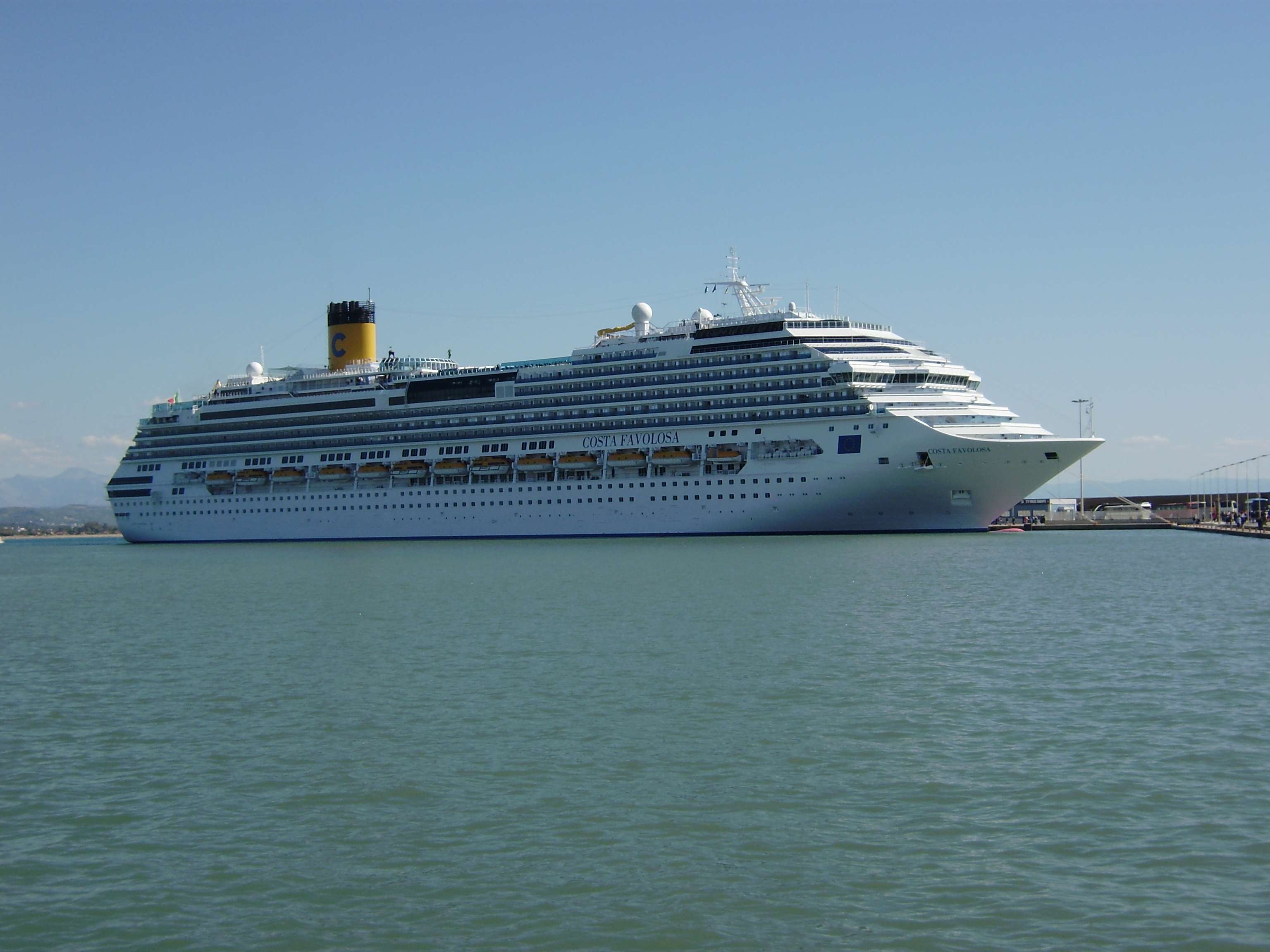
Le navire amarré à Katakolon

- 1 508 cabines au total dont :
  - 103 cabines Samsara,
  - 524 cabines avec balcon privéLe navire amarré à Katakolon
  - 56 suites, avec balcon privé
  - 12 suites Samsara

### Restaurants
- 5 restaurants :
  - Le Duca d'Orléans
  - Le Duca di Borgogna
  - Le Club Favolosa
  - Le Restaurant Samsara
  - Buffet Ca’ d’Oro La Pizzeria

### Bars
- 13 bars et salons dont le Cigar Lounge et le Coffee & Chocolate Bar.

### Piscines
- Le Costa Favolosa possède 4 piscines : 
  - Lido dell’Ondina avec verrière amovible et un écran géant
  - Lido di Porpora
  - Lido Squok
  - Lido Belvedere avec toboggan aquatique.

### Atrium dei Diamanti
Au pont 3 se situe l'atrium dei Diamanti (au centre se situe un bar ainsi qu'une scène avec piano pour les représentations), il s'étend sur toute la hauteur du navire et quatre ascenseurs en verre (panoramiques) permettent d'atteindre, avec une magnifique vue, les 13 ponts du navire très rapidement.

### Spa
- Spa Costa : 6 000 m2 aménagés sur deux étages avec :
  - espace thermal
  - saunas
  - hammams
  - piscine de balnéothérapie
  - salle de soins
  - venus beauty
  - espace relax
  - solarium UVA

### Installations sportives
- Terrain de sport polyvalent
- Parcours de footing en plein air
- Salle de sport / Gymnase

### Autres installations
- Théâtre sur 3 étages
- Discothèque Étoile
- Simulateur de Formule 1
- Un cinéma 4D
- Un casino et une salle de jeux de jeux vidéo.
- Diverses activités pour enfants et ado.

## Ponts
Le Costa Favolosa possède 17 ponts dont 13 ouverts au passagers. Les ponts inférieurs étant destinés à l'équipage et utilisés pour le débarquement des passagers durant les escales.
Pont 1 : Babilonia
Pont 2 : Alhambra
Pont 3 : Hermitage
Pont 4 : Versailles
Pont 5 : Tivoli
Pont 6 : La Zarzuela
Pont 7 : Boboli
Pont 8 : Encelado
Pont 9 : Villa Borghese
Pont 10 : Escorial
Pont 11 : Luxembourg
Pont 12 : El Prado
Pont 14 : Las Duenas

## Galerie

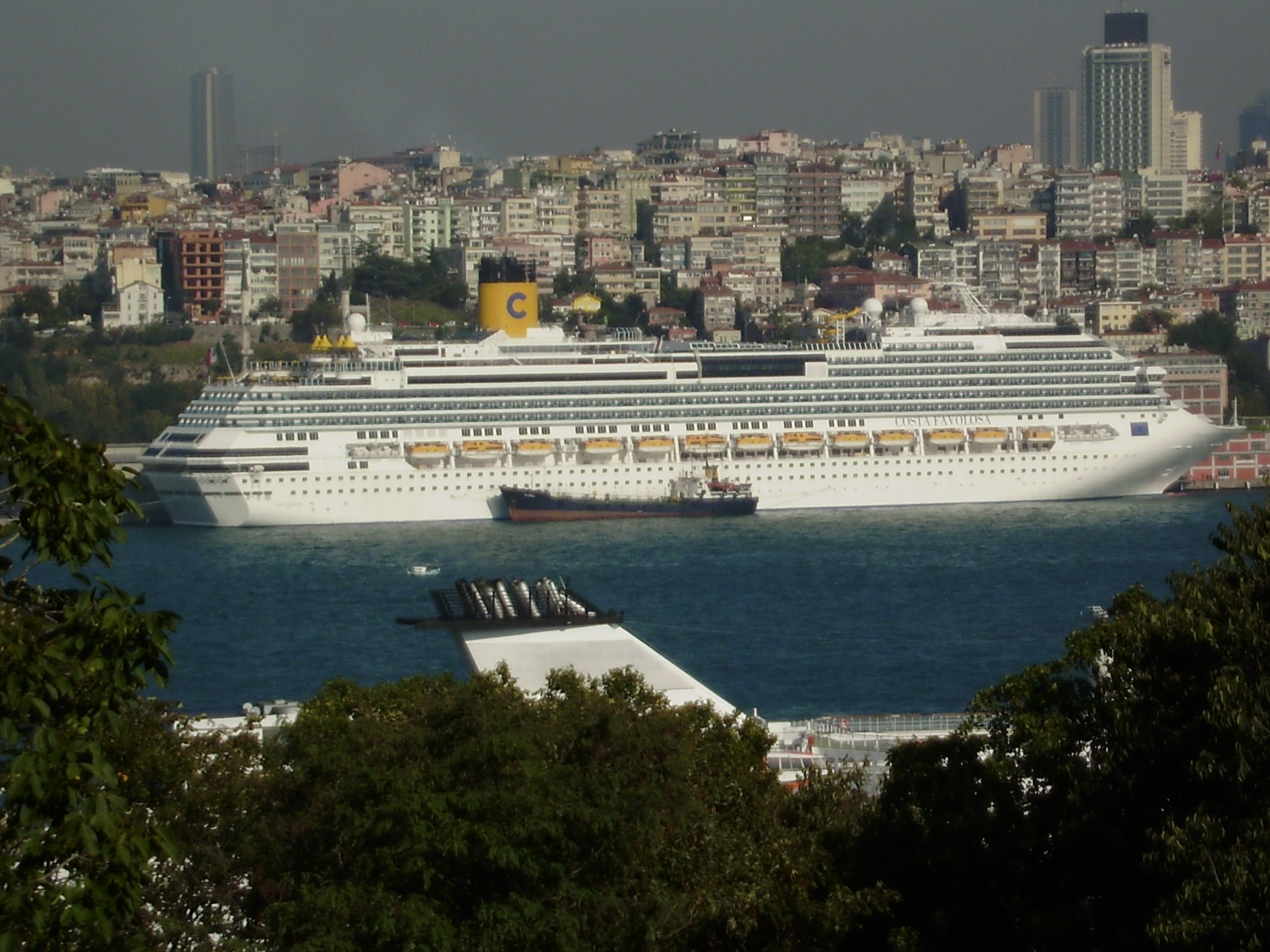
Le navire à quai à  Istanbul.
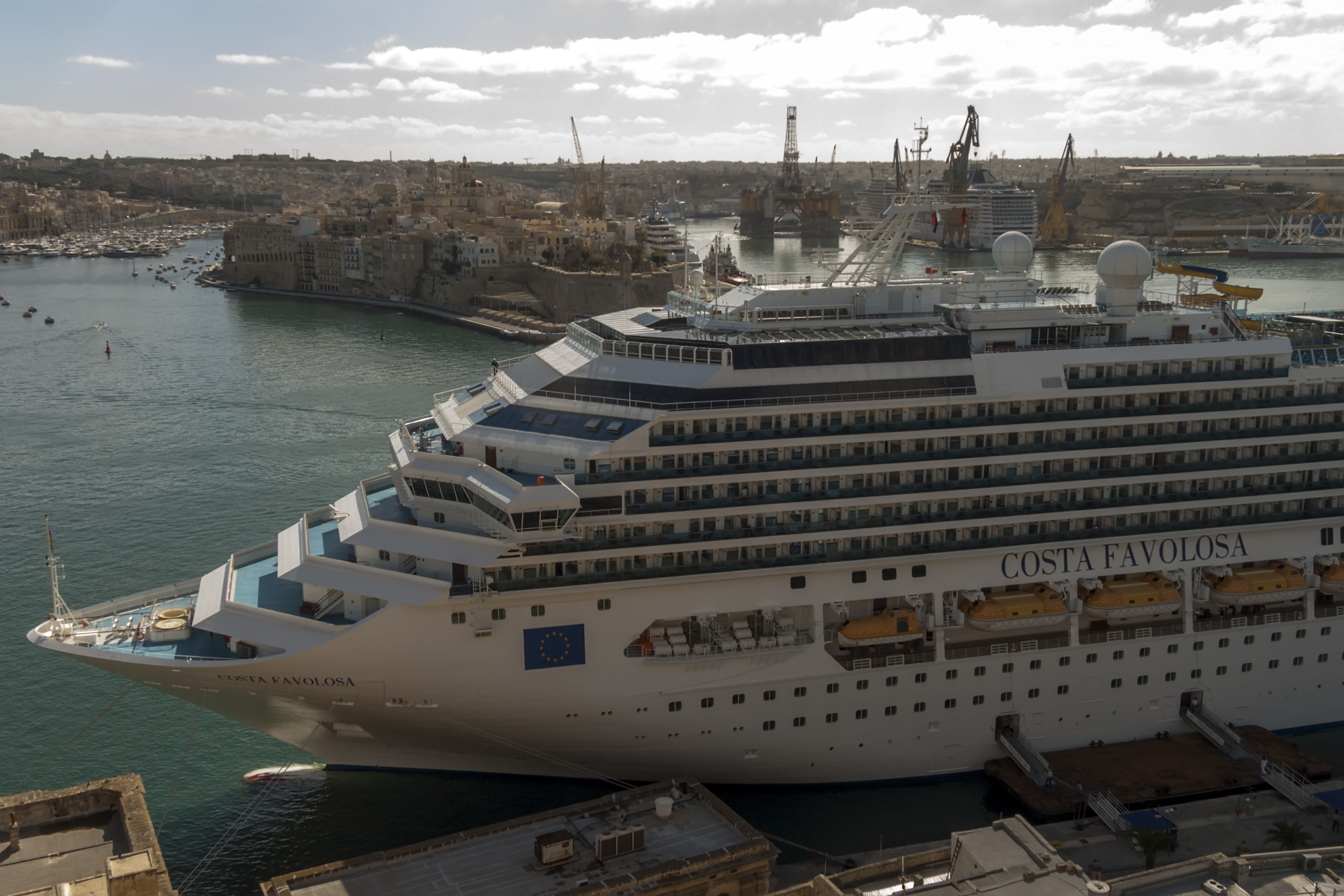
Le navire à  La Valette.
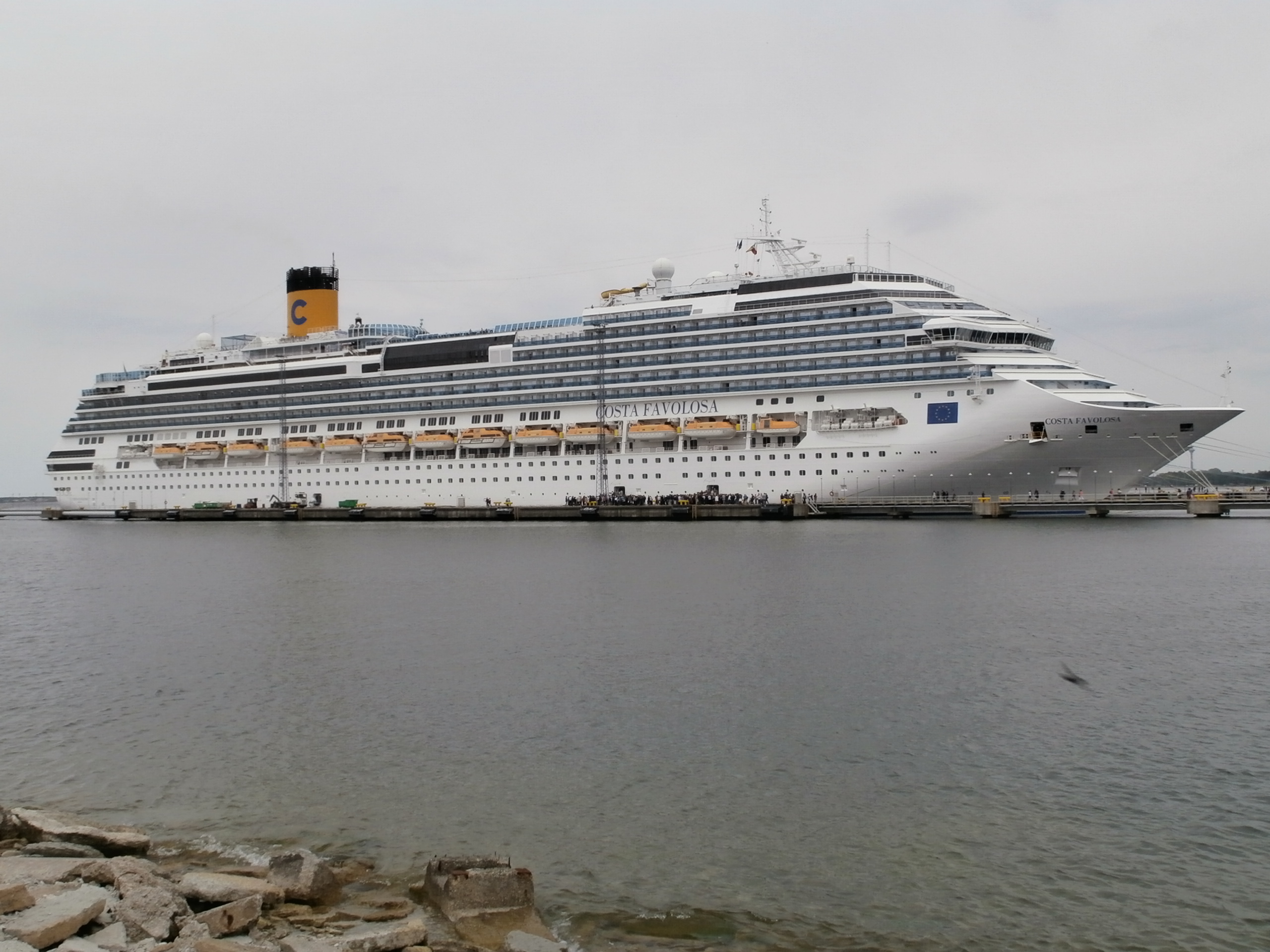
Le navire à quai à Tallinn.

## Navires jumeaux
- Costa Concordia
- Costa Serena
- Costa Pacifica
- Costa Fascinosa

## Sources
- Site officiel de Costa Croisière.
- Page détaillée sur www.cruisemapper.com